# 学生武装部队
学生武装部队（緬甸語：  、 Kyungthā Letyōn Tattaw ；缩写为SAF）是缅甸的一个武装抵抗组织。

## 历史
仰光大学生联合会成员响应2021年緬甸軍事政變在若开军解放区学习基础军事训练，并在若开军的支持下于2021年4月27日组建学生武装部队，有22名领导人。  
2022年1月24日，学生武装部队报告称，其9名战士在对缅甸国防军一支由60人组成的陆军纵队的袭击中丧生。前女演员哈尼·内乌目前担任部队高级官员。